# يوجي هينو
يوجي هينو (باليابانية: 火野裕士؛ بالكانا: ひの ゆうじ) هو مصارع محترف ياباني، ولد في 27 يناير 1985 في هيراكاتا في اليابان.

## روابط خارجية
- يوجي هينو على موقع CageMatch worker (الإنجليزية)
- يوجي هينو على موقع قاعدة بيانات المصارعة على الإنترنت (الإنجليزية)